# Coryphomys
A Coryphomys az emlősök (Mammalia) osztályának rágcsálók (Rodentia) rendjébe, ezen belül az egérfélék (Muridae) családjába tartozó kihalt nem.

## Tudnivalók
A Coryphomys-fajokat csak félig megkövesedett maradványoknak köszönhetően ismerünk. Az állatok Timor szigeten éltek. Kelet-Timorban 6 kilogrammos példányra utaló maradványt is találtak. Az állatok i.e. 1000 és 2000 között halhattak ki, valószínűleg az emberi tevékenységek miatt (mértéktelen erdőirtás).

## Rendszerezés
A nembe az alábbi 2 kihalt faj tartozott:
- †Coryphomys buhleri Schaub, 1937 - típusfaj
- †Coryphomys musseri Aplin & Helgen, 2010

### Fordítás
- Ez a szócikk részben vagy egészben  a   Coryphomys című angol Wikipédia-szócikk fordításán alapul.  Az eredeti cikk szerkesztőit annak laptörténete sorolja fel. Ez a jelzés csupán a megfogalmazás eredetét és a szerzői jogokat jelzi, nem szolgál a cikkben szereplő információk forrásmegjelöléseként.